# Missentjärnarna (Edefors socken, Norrbotten, 734209-171406)
Missentjärnarna är en sjö i Bodens kommun i Norrbotten och ingår i Luleälvens huvudavrinningsområde.